# Администраторы Википедии

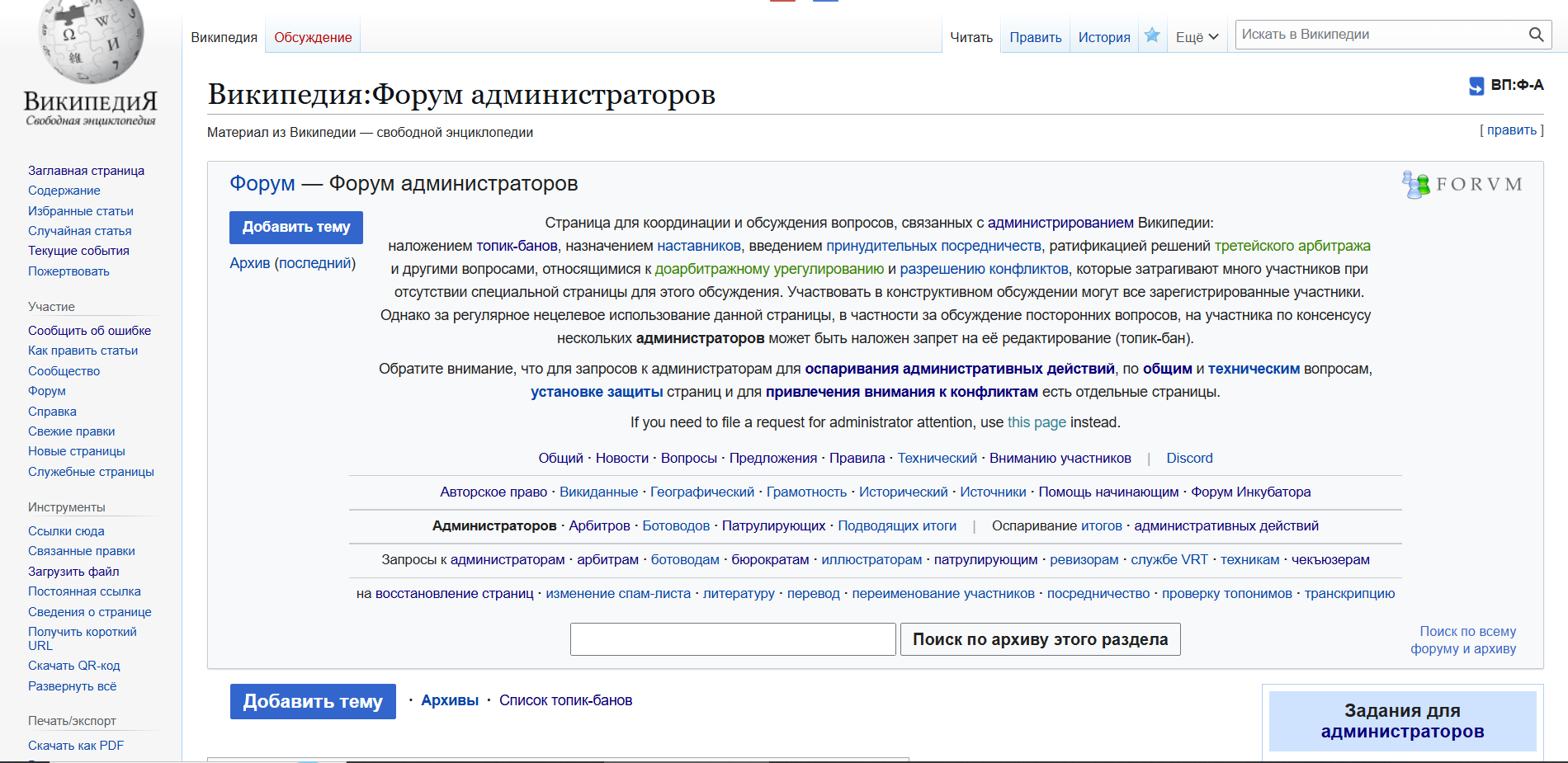

Администраторы Википедии — википедисты, обладающие доступом к расширенному набору технических прав для управления содержимым сайта и правами остальных участников, а также наделённые правом подводить административные итоги (хотя существует мнение, что данная роль переоценена).
Администраторы выбираются сообществом Википедии из числа опытных участников.
Администраторы не являются сотрудниками Фонда Викимедиа и не получают плату за свою деятельность.
По состоянию на июль 2025 года в русской Википедии 56 администраторов (без учёта ботов с правами администратора), в английской — 838, в других крупных западноевропейских разделах — от 50 до 150.

## История
Первые администраторы Википедии назначались Джимбо Уэйлсом. Позже участники получили возможность стать администраторами в результате выборов в процессе «заявок на статус администратора» (ЗСА).

## Научные исследования
В научной статье 2013 года, опубликованной исследователями из Политехнического университета Виргинии и Политехнического института Ренсселера, утверждается: после того, как редакторы получают статус администратора, они больше внимания уделяют статьям на спорные темы, чем раньше. Исследователи также предложили альтернативный метод выбора администраторов, при котором больший вес придается голосам опытных редакторов.